# Erich Milius
Erich Milius (* 27. Dezember 1907 in Friedberg (Hessen); † 13. Februar 1996) war ein hessischer Politiker (SPD), Landrat des Landkreises Friedberg und Abgeordneter des Hessischen Landtags.

## Biografie
Nach dem Abitur im Jahr 1927 studierte Milius Rechtswissenschaften und schloss dieses Studium 1931 mit dem ersten und 1935 mit dem zweiten Staatsexamen ab. Er arbeitete als Reichsbahnrat in München, Staatsanwalt in Frankfurt am Main und Amtsgerichtsrat in Friedberg.
Erich Milius beantragte am 23. August 1937 die Aufnahme in die NSDAP und wurde rückwirkend zum 1. Mai desselben Jahres aufgenommen (Mitgliedsnummer 4.913.493). In der SA erreichte er mindestens den Rang eines Scharführers.
Von April 1952 bis März 1973 war Erich Milius letzter Landrat des Landkreises Friedberg bzw. erster Landrat des Wetteraukreises.
Vom 1. Dezember 1962 bis zum 30. November 1966 war er in der 5. Wahlperiode Abgeordneter des Hessischen Landtags.

## Werke
Erich Milius veröffentlichte als Herausgeber eine Reihe von lokalhistorischen Büchern.
- Mein Wetterauer Anekdotenbuch. Friedberg : Bindernagel, 1982
- Das Städtepaar Friedberg, Bad Nauheim, Heidenheim (an der Brenz). Heidenheimer Verlagsanstalt, 1972
- Liebes, freundliches Friedberg. Heidenheim (Brenz), 1968
- Der hessische Landkreis Friedberg. Aalen/Württ. : Verl. Heimat u. Wirtschaft, 1966
- Erziehung zur sozialen Demokratie. Friedberg : Bindernagel, 1957

## Ehrungen
In Friedberg ist der Erich-Milius-Weg nach ihm benannt.